# Những cô con gái của bố
"Những cô con gái của bố" (tiếng Nga: Папины дочки; Papiny Dochki) — là một bộ phim truyền hình hài kịch tình huống của Nga do công ty "KinoKonstanta" (mùa 1-3),"Kontsa Film" (mùa 4-18), Vàng, Đen và Trắng (tập 19 và 20) sản xuất với đơn đặt hàng của kênh STS. Đây là một bộ phim hài kịch của Nga, các tác giả ý tưởng là hai người Vyacheslav Murugov và Alexander Rodnyansky. Bộ phim truyền hình này không những chỉ đưa kênh truyền hình STS lên vị trí đầu tiên trong bảng xếp hạng, ngoài ra bộ phim đã bốn lần thắng giải  "TEFI".
Vào tháng 3 năm 2017, có thông tin được hé lộ từ kênh STS đã bắt đầu bắt tay vào làm ra một bộ phim rạp dựa trên bộ phim nhiều tập này.

## Phân vai
- Andrei Leonov vai Sergei Alekseyevich Vasnetsov
- Nonna Grishayeva vai Lyudmila Sergeyevna Vasnetsova
- Miroslava Karpovich vai Maria Vasnetsova
- Anastasia Sivayeva vai Darya Vasnetsova (Vasilyeva sau khi lấy chồng)
- Darya Melnikova vai Eugenia Vasnetsova
- Elizaveta Arzamasova vai Galina Sergeyevna Vasnetsova
- Ekaterina Starshova vai Polina Vasnetsova
- Olga Volkova vai Antonina Semyonovna Gordienko
- Aleksandr Samoylenko vai Andrei Antonov
- Angelina Varganova† vai Olga Antonova
- Tatyana Orlova vai Tamara Kozhemyatko
- Aleksandr Oleshko vai Vasily Fedotov
- Maria Syomkina vai Oksana Fedotova
- Mikhail Kazakov vai Ilya Polezhaykin
- Philip Blednyi vai Veniamin Vasilyev
- Lyudmila Gavrilova vai mẹ chồng